# Карбъндейл
Карбъндейл (на английски: Carbondale) е град в окръг Гарфийлд, щата Колорадо, САЩ. Карбъндейл е с население от 6226 жители (2008) и обща площ от 5,2 km². Намира се на 1881 m надморска височина. ЗИП кодът му е 81623, а телефонният му код е 970.